# Barón

Corona de barón.

Corona española de descendiente de barón.

Barón, o baronesa en su forma femenina, es uno de los títulos nobiliarios europeos con los que los monarcas muestran su gratitud a ciertas personas. Su señorío es llamado baronía.

## Etimología
Durante la Alta Edad Media, barón significaba al varón libre en distintos dialectos e idiomas antiguos germánicos, como el franco, y por esto con la posible calidad de noble, pero esta procedencia no es bien conocida.
En tiempo de los merovingios el título se emplea para significar vagamente varón poderoso y alguna vez marido. En la época feudal, el título designa a un Señor ilustre gozando de todos los derechos feudales en perfecta plenitud:
- Se llamaba a Guillermo el Conquistador el barón famoso
- Los grandes vasallos de Francia o de Inglaterra eran los altos barones.
- Los Montmorency se titulaban con orgullo primeros barones cristianos
- Godofredo de Bouillón se llamó barón del Santo Sepulcro.[3]

La mujer que ostenta el título (Mujer esposa del Barón) es conocida como baronesa. El territorio sobre el que los barones ejercían su jurisdicción era llamado baronía. Los patrimonios de los infantes de Francia eran dados en condado y baronía (in comitatum et baroniam). En Inglaterra, se llamó barones a los pares del reino, a los jueces del tribunal del Échiquier, a los notables de Londres, de York, etc. Por lo general, los títulos españoles de barón anteriores al siglo XIX corresponden a nobles procedentes de la antigua Corona de Aragón, llamándose señor en la Corona de Castilla, denominándose el territorio al cual dominaba como señorío. A partir de mediados del siglo XIX, este título carece de jurisdicción territorial y es puramente honorífico.
En España es inmediatamente inferior al vizconde. El orden de importancia desde el siglo XIX de los títulos nobiliarios es:
Con Grandeza de España:
1. Duque
2. Marqués
3. Conde
4. Vizconde
5. Barón
6. Señor
7. Grandeza personal

Sin Grandeza de España:
1. Marqués
2. Conde
3. Vizconde
4. Barón
5. Señor
6. Hidalgo

Según De Mayoralgo y Lodo (2007, p. 208) en Francia las baronías no eran concedidas por los reyes, sino que las titulaban las tierras a sus dueños, siempre y cuando el poseedor fuese una persona noble, de gran linaje y de cierta riqueza. Posteriormente quedó abolido con la Revolución francesa para ser repuesto por Napoleón Bonaparte.

## Gran Bretaña e Irlanda
En la nobleza de Inglaterra, la nobleza de Gran Bretaña, la nobleza de Irlanda y la nobleza del Reino Unido (pero no en la nobleza de Escocia), los barones forman el rango más bajo, situado inmediatamente debajo de los vizcondes. Una mujer de rango baronial tiene el título de baronesa. En el Reino de Inglaterra, la palabra latina medieval baro, baronis, se usó originalmente para denotar a un inquilino en jefe de los primeros reyes normandos que poseía sus tierras por la tenencia feudal de "baronía" (en latín per baroniam), y que tenía derecho a asistir al Gran Consejo (Magnum Concilium) que en el siglo XIII se había convertido en el Parlamento de Inglaterra. Las baronías feudales (o "baronías por tenencia") ahora son obsoletas en Inglaterra y sin ninguna fuerza legal, pero dichos títulos históricos se mantienen en bruto, es decir, se consideran envueltos dentro de un título de nobleza existente más moderno que también posee el titular, a veces junto con derechos señoriales vestigiales.

## Como término político
En España, la palabra "barón" se utiliza también como término político. En tal caso, cuando se aplica este significado de "barón", es sinónimo de persona importante e influyente en el partido político del que se habla, generalmente por ostentar la presidencia de alguna comunidad autónoma. En el PSOE, es costumbre llamar barón a aquel que es o ha sido importante en el partido, como por ejemplo, Alfonso Guerra González, Juan Carlos Rodríguez Ibarra, José Bono Martínez, Manuel Chaves González o Felipe González Márquez. En el PP, en lugar de barón se usa el término "vieja guardia" o "aparato del partido"; hay veces que en el Partido Popular se emplea el término barón, por ejemplo, al referirse a líderes autonómicos influyentes como: Ramón Luis Valcárcel, Juan Vicente Herrera, Juan Manuel Moreno Bonilla o Alberto Núñez Feijóo.

## Heráldica
La corona de barón es un círculo con pedrería rodeado de hilos de perlas o por un brazalete doble.
|                           |
| Corona de barón británico |

|                       |
| Corona de barón belga |

|                                        |
| Corona de barón belga (estilo antiguo) |

|                                   |
| Corona de barón del Sacro Imperio |

|                                        |
| Corona de barón germánico (desde 1806) |

|                               |
| Corona de barón y par francés |

|                         |
| Corona de barón francés |

|                                                    |
| Birrete de barón durante el Primer Imperio francés |

## En la cultura popular
- Las leyendas de Robin Hood sitúan a este como futuro esposo de Mariana Gilewater, hija del barón de Arlongford.
- Tanto en la película Dune como en la novela homónima de Frank Herbert el villano es encarnado por el barón Harkonnen.
- Manfred von Richthofen, el legendario as alemán de aviación de la Primera Guerra Mundial, es conocido por su apodo de "el Barón Rojo".
- En la ciudad chilena de Valparaíso, el Cerro Barón toma su nombre como un homenaje al gobernador Ambrosio O'Higgins, quien fuera nombrado barón de Ballenary.[5][6]